# Tom Chambers
Pour les articles homonymes, voir Chambers et Tom Chambers.
Thomas Doane Chambers, dit Tom Chambers (né le 21 juin 1959 à Ogden, Utah - ) est un ancien joueur de basket-ball américain.
Tom Chambers, surnommé TC ou Tommy Gun, a connu six clubs différents en 16 saisons de NBA et s’est même permis un bref passage par l’Europe en 1995-1996. Cet ailier fort a écrit les plus belles pages de sa carrière sous le soleil de Phoenix à la fin des années 1980 aux côtés notamment de Kevin Johnson et Dan Majerle. Bien que son palmarès collectif resta vierge, il a reçu de nombreux honneurs individuels à commencer par le retrait de son numéro par la franchise de l’Arizona en 2001.

## Biographie
À sa sortie de l’université de l'Utah, Tom Chambers affiche des performances suffisantes pour lui ouvrir les portes de la NBA (14,6 points et 7,6 rebonds de moyenne). En 1981, il est drafté en 8e position par les Clippers de San Diego, alors domiciliés à San Diego. Dans ce qui est à l’époque la plus faible franchise de la Conférence Ouest, Chambers bénéficie d’un grand temps de jeu et réalise une excellente première saison durant laquelle il tourne à 17,2 points et 6,9 rebonds. La saison 1982-83 se solde approximativement par le même bilan pour le grand blond et sa franchise.
À l’été 1983, Tom Chambers quitte la Californie et signe pour les SuperSonics de Seattle, une franchise habituée à disputer le haut du classement à l’Ouest. Dans une équipe bâtie autour de Jack Sikma mais sans véritable marqueur attitré, Chambers va continuer son apprentissage. Pour sa seconde et sa troisième année, il se positionne comme le meilleur marqueur de l’équipe. Malheureusement pour lui, cela coïncide avec deux saisons creuses pour les Sonics qui n’atteignent pas les playoffs. L’arrivée de Dale Ellis à l’orée de la saison 1986-87 marque le retour de Seattle en playoffs. Chambers réalise sa meilleure année sous le maillot des Sonics avec 23,3 points et 6,6 rebonds par match qui font de lui le deuxième marqueur et troisième rebondeur de l’équipe. Il est invité à son premier All-Star Game dont il remportera le titre de meilleur joueur après avoir compilé 34 points. Seuls les Lakers de Los Angeles, alors au sommet de leur art, seront capables d’arrêter Tom et Seattle en finale de conférence dans une série à sens unique (4 à 0). Lors de la saison suivante, Chambers doit partager le leadership de l’équipe avec Ellis et Xavier McDaniel. Après une saison régulière convaincante (44 victoires pour 38 défaites) Seattle est éliminée au premier tour des playoffs par les Nuggets de Denver de Fat Lever. Cela marquera la fin de l’aventure de Chambers avec les Sonics.
Le 5 juillet 1988, Tom Chambers, premier « unrestricted free agent » (agent libre pouvant signer pour n’importe quelle franchise) de l’histoire de la NBA, s’engage avec les Suns de Phoenix. Dès sa première saison il se convertit en leader de l’équipe et en fait un sérieux candidat au titre. Il en est alors l’arme offensive numéro 1 avec 25,7 points de moyenne et le meilleur rebondeur avec 8.4 prises (son record en carrière). Les Suns remportent 27 matches de plus que la saison précédente (troisième plus forte progression de l’histoire de la ligue) et terminent 2e de la Conférence Ouest derrière les intouchables Lakers. Emmenés par Chambers et l’intenable Kevin Johnson, les Suns éliminent successivement les Nuggets de Denver et les Warriors de Golden State avant de tomber sèchement en finale de conférence face à la bande à Magic Johnson (4 à 0).
Lors de la saison 1989-90, Chambers établit 2 records de la franchise. Il devient le meilleur marqueur de l’histoire des Suns sur une saison avec une moyenne de 27.2 points et marque un total fabuleux de 60 unités face à ses anciens coéquipiers de Seattle le 24 mars 1990. Les Suns atteignent à nouveau la finale de conférence où ils sont cette fois battus par les Trail Blazers de Portland de Clyde Drexler. À partir de 1990, Tom Chambers voit son temps de jeu progressivement se réduire. Ses statistiques s’en ressentent et il doit laisser le leadership de l’équipe à Kevin Johnson et Jeff Hornacek.
À l’été 1992, Charles Barkley débarque en Arizona précédé d’une réputation de joueur talentueux mais caractériel. Tom Chambers n’est alors plus aligné dans le 5 majeur mais participe activement à ce qui sera peut être la plus belle saison de l’histoire de la franchise en marquant 12,2 points et prenant 4,7 rebonds par match. Les Suns alignent le meilleur bilan de la ligue avec 62 victoires pour seulement 20 défaites et se qualifient, non sans frayeurs, pour les NBA finals 1993. Ils s’inclineront face aux Bulls de Chicago de Michael Jordan en 6 manches.
Après 5 années passées aux Suns pour 3 finales de conférence et une finale NBA, Tom Chambers quitte l’Arizona pour retourner dans son État de naissance. À l’été 1993, il s’engage auprès du Jazz de l'Utah de Karl Malone et John Stockton. Il y dispute 161 matches en 2 saisons, atteignant une nouvelle finale de conférence mais voyant son temps de jeu tomber à 15 minutes pas match. Après un interlude d’une année en Europe dans les rangs du Maccabi Tel-Aviv, Chambers retrouve les parquets de la NBA pour la saison 1996-97 sous le maillot des Hornets de Charlotte avec qui il ne dispute que 12 matches.
Un dernier transfert vers Philadelphie lui permet de porter les couleurs d’une sixième franchise pour un seul match et 6 points marqués. À la fin de la saison 1997-98, il met un terme définitif à sa carrière.
Chambers occupe désormais un poste d’ambassadeur pour les Suns de Phoenix qui ont retiré son maillot numéro 24 le 7 mars 2001, lors d’une cérémonie dédiée également à Kevin Johnson.

## Clubs successifs
- 1981-1983 :  Clippers de San Diego.
- 1983-1988 :  SuperSonics de Seattle.
- 1988-1993 :  Suns de Phoenix.
- 1993-1995 :  Jazz de l'Utah.
- 1995-1996 :  Maccabi Tel-Aviv.
- 1996-1997 :  Hornets de Charlotte.
- 1997-1998 :  76ers de Philadelphie.

## Palmarès
- 4 participations au NBA All-Star Game  en 1987, 1989, 1990 et en 1991.
- NBA All-Star Game Most Valuable Player en  1987 avec (34 points et 4 rebonds).
- Élu dans le All-NBA Second Team (2e équipe type de la ligue) en 1989 et en 1990.
- Rookie du mois de la NBA en janvier 1982.
- Son maillot, le n°24 a été retiré par les Suns de Phoenix en 2001.
- Termina sa carrière en 19e position dans le classement des plus grands marqueurs de l’histoire de la NBA (20 049 points en saison régulière et 1 662 en playoffs).
- 60 points : record personnel en points en un match.

Statistiques en carrière : 18,1 points / 6,1 rebonds / 2,1 passes en 1 107 matches de saison régulière (+ 108 en playoffs).

## Statistiques
gras = ses meilleures performances

### Universitaires
Statistiques en université de Tom Chambers
| Saison    | Équipe   | Matchs | Titul. | Min./m | % Tir | % 3pts | % LF | Rbds/m. | Pass/m. | Int/m. | Ctr/m. | Pts/m. |
| --------- | -------- | ------ | ------ | ------ | ----- | ------ | ---- | ------- | ------- | ------ | ------ | ------ |
| 1977-1978 | Utah     | 28     | 1      | 12,7   | 49,6  | —      | 62,5 | 3,7     | 0,3     | —      | —      | 6,4    |
| 1978-1979 | Utah     | 30     | 30     | 28,4   | 54,4  | —      | 54,3 | 8,9     | 0,9     | 0,5    | 0,6    | 16,0   |
| 1979-1980 | Utah     | 28     | 26     | 28,3   | 54,3  | —      | 71,3 | 8,7     | 0,8     | 0,4    | 0,3    | 17,2   |
| 1980-1981 | Utah     | 30     | 30     | 32,0   | 59,4  | —      | 74,2 | 8,7     | 0,8     | 0,7    | 0,6    | 18,6   |
| Carrière  | Carrière | 116    | 87     | 25,5   | 55,3  | —      | 66,5 | 7,6     | 0,7     | 0,5    | 0,5    | 14,6   |

#### Saison régulière
Légende :
| Meilleur joueur de cette catégorie statistique de la saison |

gras = ses meilleures performances
Statistiques en saison régulière de Tom Chambers
| Saison        | Équipe        | Matchs | Titul. | Min./m | % Tir | % 3pts | % LF  | Rbds/m. | Pass/m. | Int/m. | Ctr/m. | Pts/m. |
| ------------- | ------------- | ------ | ------ | ------ | ----- | ------ | ----- | ------- | ------- | ------ | ------ | ------ |
| 1981-1982     | San Diego     | 81     | 58     | 33,1   | 52,5  | 0,0    | 62,0  | 6,9     | 1,8     | 0,7    | 0,6    | 17,2   |
| 1982-1983     | San Diego     | 79     | 79     | 33,7   | 47,2  | 0,0    | 73,2  | 6,6     | 2,4     | 1,0    | 0,7    | 17,6   |
| 1983-1984     | Seattle       | 82     | 44     | 31,3   | 49,9  | 0,0    | 80,0  | 6,5     | 1,6     | 0,6    | 0,6    | 18,1   |
| 1984-1985     | Seattle       | 81     | 60     | 36,1   | 48,3  | 27,3   | 83,2  | 7,1     | 2,6     | 0,9    | 0,7    | 21,5   |
| 1985-1986     | Seattle       | 66     | 26     | 30,6   | 46,6  | 27,1   | 83,6  | 6,5     | 2,0     | 0,8    | 0,6    | 18,5   |
| 1986-1987     | Seattle       | 82     | 82     | 36,8   | 45,6  | 37,2   | 84,9  | 6,6     | 3,0     | 1,0    | 0,6    | 23,3   |
| 1987-1988     | Seattle       | 82     | 82     | 32,7   | 44,8  | 30,3   | 80,7  | 6,0     | 2,6     | 1,1    | 0,6    | 20,4   |
| 1988-1989     | Phoenix       | 81     | 81     | 37,1   | 47,1  | 32,6   | 85,1  | 8,4     | 2,9     | 1,1    | 0,7    | 25,7   |
| 1989-1990     | Phoenix       | 81     | 81     | 37,6   | 50,1  | 27,9   | 86,1  | 7,0     | 2,3     | 1,1    | 0,6    | 27,2   |
| 1990-1991     | Phoenix       | 76     | 75     | 32,6   | 43,7  | 27,4   | 82,6  | 6,4     | 2,6     | 0,9    | 0,7    | 19,9   |
| 1991-1992     | Phoenix       | 69     | 66     | 28,2   | 43,1  | 36,7   | 83,0  | 5,8     | 2,1     | 0,8    | 0,5    | 16,3   |
| 1992-1993     | Phoenix       | 73     | 0      | 23,6   | 44,7  | 39,3   | 83,7  | 4,7     | 1,4     | 0,6    | 0,3    | 12,2   |
| 1993-1994     | Utah          | 80     | 0      | 23,0   | 44,0  | 31,1   | 78,6  | 4,1     | 1,0     | 0,5    | 0,4    | 11,2   |
| 1994-1995     | Utah          | 81     | 4      | 15,3   | 45,7  | 16,7   | 80,7  | 2,6     | 0,9     | 0,3    | 0,4    | 6,2    |
| 1996-1997     | Charlotte     | 12     | 5      | 6,9    | 22,6  | 66,7   | 75,0  | 1,2     | 0,3     | 0,1    | 0,0    | 1,6    |
| 1997-1998     | Philadelphie  | 1      | 0      | 10,0   | 100,0 | —      | 100,0 | 2,0     | 0,0     | 2,0    | 0,0    | 6,0    |
| Carrière      | Carrière      | 1107   | 743    | 30,6   | 46,8  | 30,7   | 80,7  | 6,1     | 2,1     | 0,8    | 0,6    | 18,1   |
| All-Star Game | All-Star Game | 4      | 1      | 21,0   | 51,8  | 40,0   | 77,3  | 4,0     | 1,3     | 1,5    | 0,0    | 19,3   |

#### Playoffs
Légende :
| Meilleur joueur de cette catégorie statistique de la saison |

Statistiques en playoffs de Tom Chambers
| Saison   | Équipe   | Matchs | Titul. | Min./m | % Tir | % 3pts | % LF | Rbds/m. | Pass/m. | Int/m. | Ctr/m. | Pts/m. |
| -------- | -------- | ------ | ------ | ------ | ----- | ------ | ---- | ------- | ------- | ------ | ------ | ------ |
| 1984     | Seattle  | 5      | 5      | 38,2   | 47,5  | 0,0    | 66,7 | 6,6     | 1,6     | 1,0    | 0,6    | 13,6   |
| 1987     | Seattle  | 14     | 14     | 35,6   | 44,9  | 33,3   | 80,8 | 6,4     | 2,3     | 0,9    | 0,9    | 23,0   |
| 1988     | Seattle  | 5      | 5      | 33,6   | 54,9  | 0,0    | 82,9 | 6,2     | 2,2     | 0,6    | 0,2    | 25,8   |
| 1989     | Phoenix  | 12     | 12     | 41,3   | 45,9  | 40,9   | 85,9 | 10,9    | 3,8     | 1,1    | 1,3    | 26,0   |
| 1990     | Phoenix  | 16     | 16     | 38,3   | 42,5  | 26,3   | 87,9 | 6,7     | 1,9     | 0,4    | 0,4    | 22,2   |
| 1991     | Phoenix  | 4      | 4      | 35,5   | 40,9  | 0,0    | 73,7 | 5,8     | 2,5     | 1,8    | 1,3    | 17,0   |
| 1992     | Phoenix  | 7      | 0      | 27,7   | 45,9  | 57,1   | 84,4 | 4,4     | 2,7     | 0,3    | 0,7    | 15,6   |
| 1993     | Phoenix  | 24     | 1      | 15,7   | 38,8  | 40,0   | 81,5 | 2,7     | 0,5     | 0,3    | 0,4    | 7,3    |
| 1994     | Utah     | 16     | 0      | 20,3   | 36,1  | 0,0    | 79,3 | 2,8     | 0,8     | 0,3    | 0,6    | 5,8    |
| 1995     | Utah     | 5      | 0      | 12,0   | 50,0  | 33,3   | 69,2 | 2,6     | 0,4     | 0,4    | 0,0    | 6,4    |
| Carrière | Carrière | 108    | 52     | 28,3   | 44,0  | 30,3   | 82,7 | 5,3     | 1,7     | 0,6    | 0,6    | 15,4   |

## Pour approfondir
- Liste des joueurs en NBA ayant joué plus de 1 000 matchs en carrière.
- Liste des meilleurs marqueurs en NBA en carrière.
- Liste des meilleurs tireurs de lancers francs en NBA en carrière.
- Liste des joueurs de NBA avec 60 points et plus sur un match.